# Antoni de Bofarull
Antoni de Bofarull i Brocà, né à Reus le 3 novembre 1821 et mort à Barcelone le 12 février 1892, est un historien, archéologue, philologue, poète et dramaturge espagnol de langues castillane et catalane.

## Œuvres

### En castillan
- Pedro el Católico, rey de Aragón, (1842)
- Roger de Flor (1845)
- Historia crítica (civil y eclesiástica) de Cataluña (1876-78)
- Historia crítica de la guerra de la Independencia en Cataluña (1886-87)
- Historia del rey de Aragón don Jaime I el Conquistador (1848)
- Crónica del rey de Aragón, Pedro IV el Ceremonioso (1850)
- Crónica catalana de Ramón Muntaner (1860)
- Gramática de la lengua catalana (1867) avec Adolf Blanch i Cortada

### En catalan
- Los trobadors nous (1858), anthologie de poésies de la Renaixença
- L'orfeneta de Menargues o Catalunya agonitzant (1862)
- Costums que es perden i records que fugen. Reus 1826-1840 (1880)